# Schleuse Petershagen
Die Schleuse Petershagen ist eine Schleuse auf dem Gebiet der ostwestfälischen Stadt Petershagen in Nordrhein-Westfalen. Sie gehört zur Staustufe Petershagen, die den Ausbau der Mittelweser für die Binnenschifffahrt mit einer Tauchtiefe von 2,50 ermöglicht.

## Geschichte
1934 wurde durch die Reichswasserstraßenverwaltung mit dem Ausbau der Mittelweser zwischen Bremen und Minden begonnen, um einen Schifffahrtsweg zwischen den Nordseehäfen in Bremen und dem Hinterland sowie mit dem Mittellandkanal in Minden zu schaffen. Der Bau musste kriegsbedingt 1941 eingestellt werden. Nach dem Zweiten Weltkrieg wurde die Schleuse zusammen mit der Staustufe Petershagen 1953 fertiggestellt und in Betrieb genommen.
Im Zuge des Ausbaus der Mittelweser für Großmotorschiffe wurden an der Schleuse Petershagen einige Bauarbeiten notwendig.

## Lage

Lage der Schleusen an der ausgebauten Mittelweser

Der Schleusenkanal mit der Schleuse Petershagen kürzt eine Flussschleife der Weser in Petershagen ab. Die Länge des Kanals beträgt 8,30 km, die Schleuse Petershagen liegt bei Kilometer 6,957. Im Bezug zur Weser liegt die Schleuse bei Stromkilometer 223,10. Durch den Bau des Kanals rechts der Weser wurden die Petershäger Ortsteile Jössen und Windheim in eine Insellage zwischen Kanal und Weser gebracht. Sie sind heute über mehrere Kanalbrücken erreichbar.

### Insel

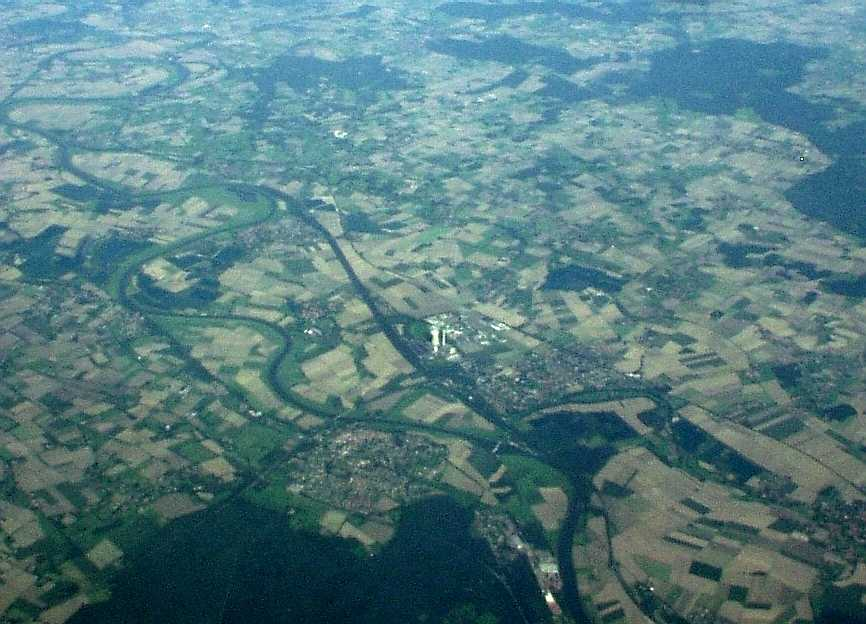
Die Insel zwischen Schleusenkanal (rechts) und Weser (links) aus großer Höhe. Die im Text genannte Insel bei Schlüsselburg ist noch oben auf dem Bild zu erkennen

Durch den Schleusenkanal, der am 30. November 1948 vollendet wurde, wurde eine Flussschleife der Weser abgetrennt. So entstand eine Insel, mit einer Fläche von rund 950 Hektar mit rund 1.730 Einwohnern (woraus sich eine mittlere Bevölkerungsdichte von 182 Einwohnern je km² ergibt). Die Insel ist 7,3 km lang und an der breitesten Stelle misst sie 2,3 km. Die Uferlänge beträgt insgesamt 18 km. Im Norden des Eilands befinden sich 15 unterschiedlich große Baggerseen. Mit einer Gesamtwasserfläche von rund 80 Hektar nehmen sie rund ein Zwölftel der Inselfläche ein. In drei dieser Seen gibt es insgesamt wiederum 6 Inseln und Inselchen. Die größte dieser Inseln ist eine rund 0,32 Hektar große Sandinsel ohne signifikante Vegetation; die kleinste ist ein ovales Inselchen von knapp 30 ² Fläche, das aber immerhin einen kleinen Baumbestand aufweist. Der Waldanteil ist auf der Insel sehr gering und umfasst insgesamt kaum 20 Hektar. Der überwiegende Teil der Wälder liegt im Norden um die genannten Baggerseen. Ansonsten wird die Insel vorwiegend landwirtschaftlich genutzt, wobei Ackerland überwiegt. Das deutlich weniger umfangreiche Grünland verläuft im Zuge der Weser und auch um genannte Baggerseen im Norden.
An der Südspitze der Insel befindet sich ein Campingplatz.
Auf dieser Insel liegen die Petershäger Ortsteile Windheim im Norden und Jössen in der Mitte. (Zwar greifen die Grenzen der administrativen Stadtteile über den Schleusenkanal nach Osten hinaus, die eigentlichen Wohnbausiedlungen liegen fast ausschließlich auf der Insel.)
Obschon es in Deutschland ähnliche Beispiele für eine künstliche Insel durch Flussbegradigung gibt, wie z. B. der Kühkopf in Hessen, hat sich bisher für diese Weserinsel kein Name und kaum ein "Inselbewusstsein" gebildet.
Eine kleinere Weserinsel mit rund 590 Hektar Fläche entstand in ähnlicher Weise um die Ortschaft Schlüsselburg im Norden der Stadt Petershagen. Über diese Insel verläuft die Landesgrenze zwischen Nordrhein-Westfalen und Niedersachsen. Auch hier wurde durch einen Schleusenkanal ein Weserarm abgetrennt.

## Technik der Schleuse
Die Schleuse Petershagen wird zusammen mit den Mittelweser-Schleusen Schlüsselburg, Landesbergen und Drakenburg von Minden aus ferngesteuert, somit ist vor Ort kein Bedienpersonal nötig. Die sechs Mittelweserschleusen sind mit Ausnahme der Schleuse Dörverden alle baugleich, einziger Unterschied ist die unterschiedliche Stauhöhe. Die Ober- und Untertore sind als zweiflügelige Stemmtore in Riegelbauweise ausgeführt. Die Tore haben ein oberseitiges Staublech und Diagonalstreben.

## Besonderheit

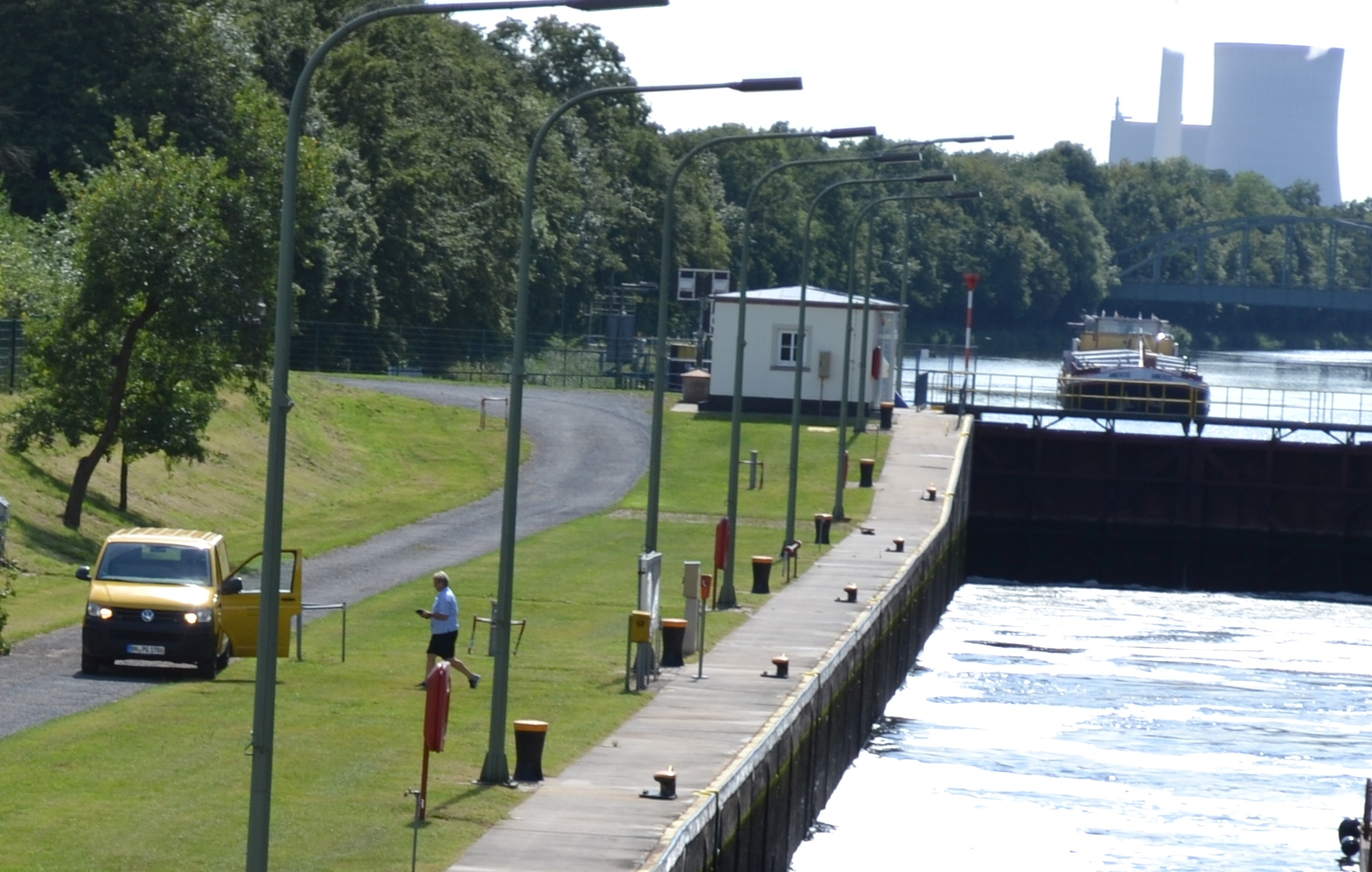
Die Deutsche Post leert den Briefkasten

An der Schleuse befindet sich ein Briefkasten der Deutschen Post, der täglich geleert wird.

## Galerie

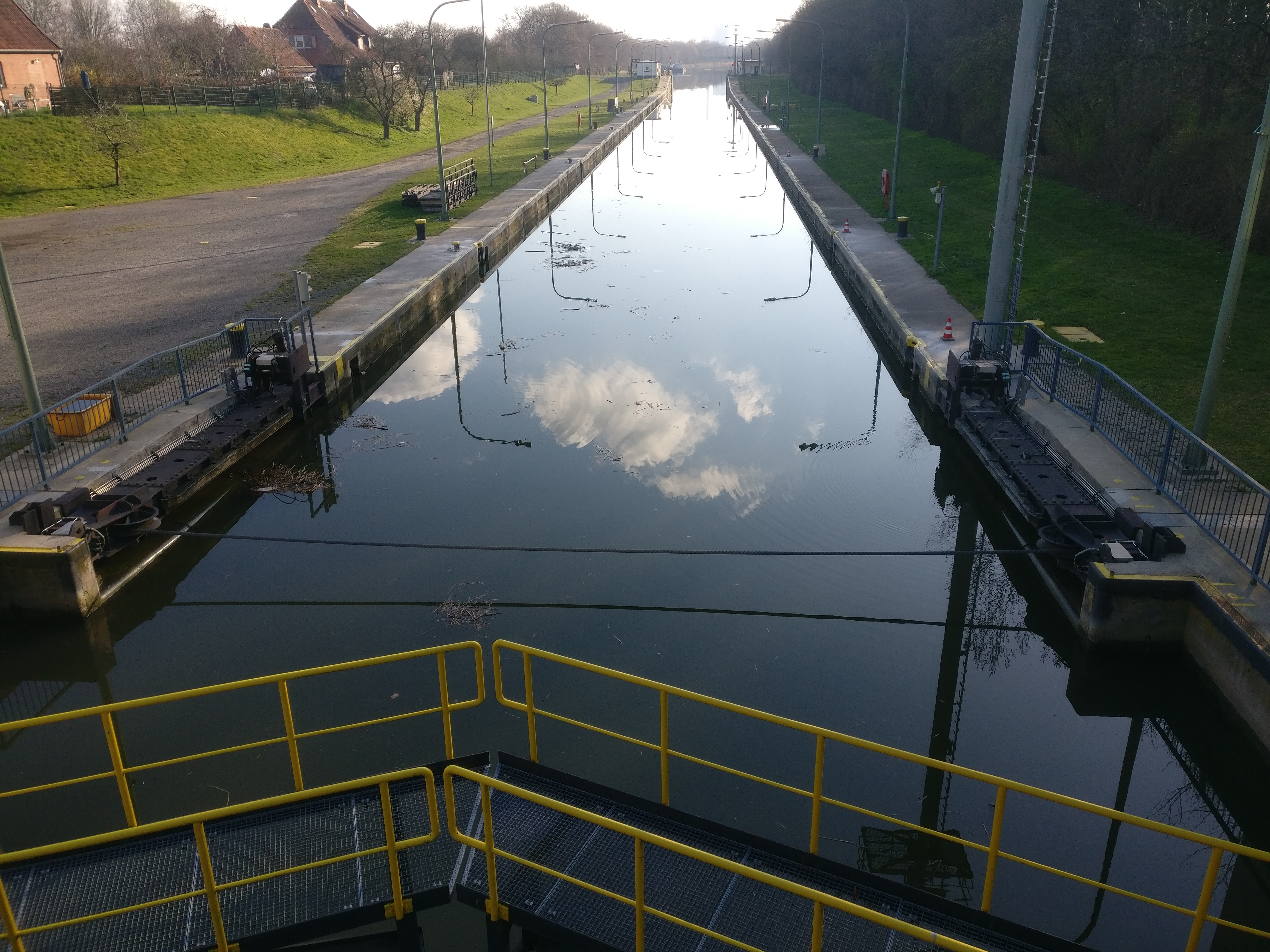
Die Schleuse mit geöffneten Obertor vom Unterhaupt aus gesehen
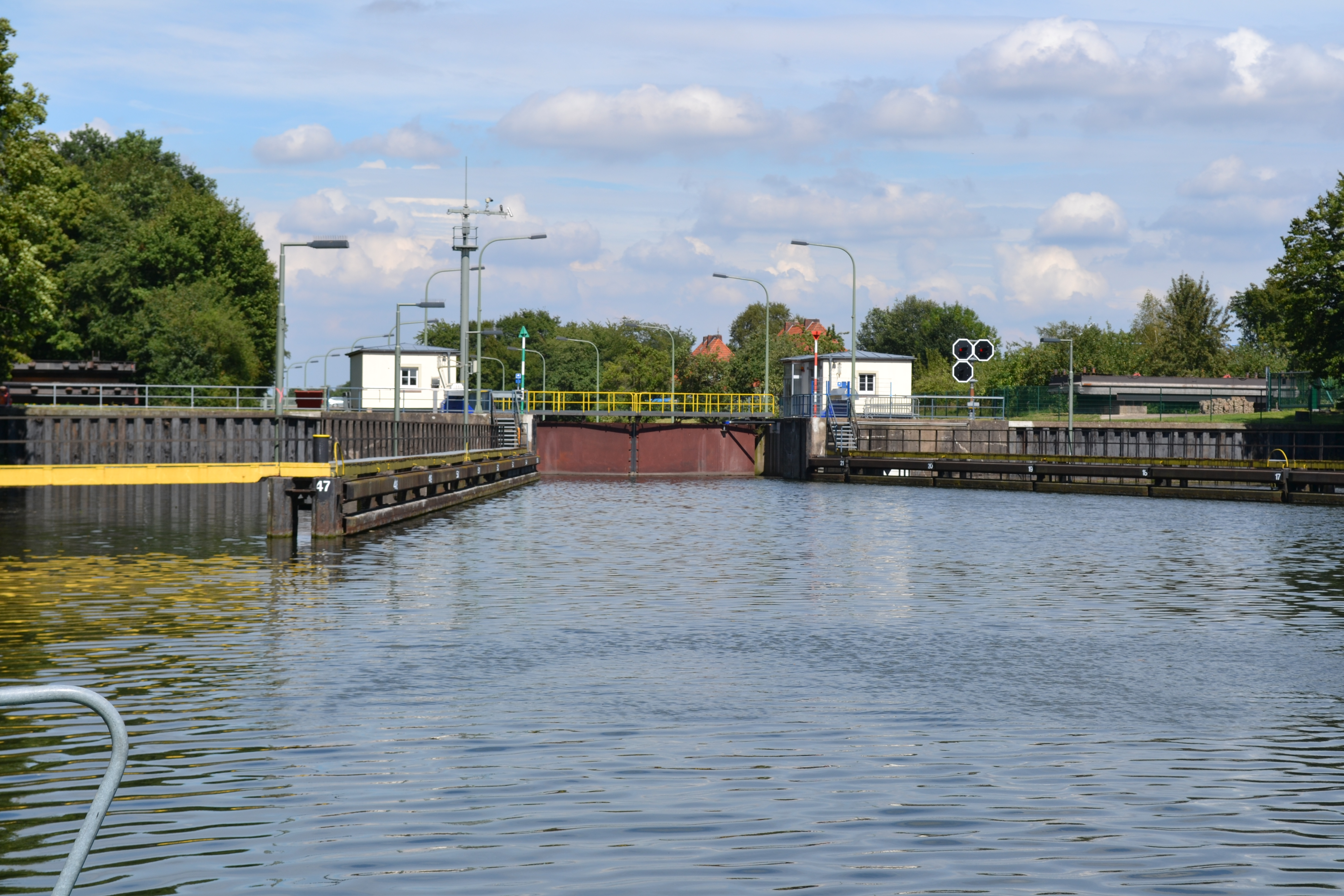
Die Schleuse vom Oberhaupt aus gesehen
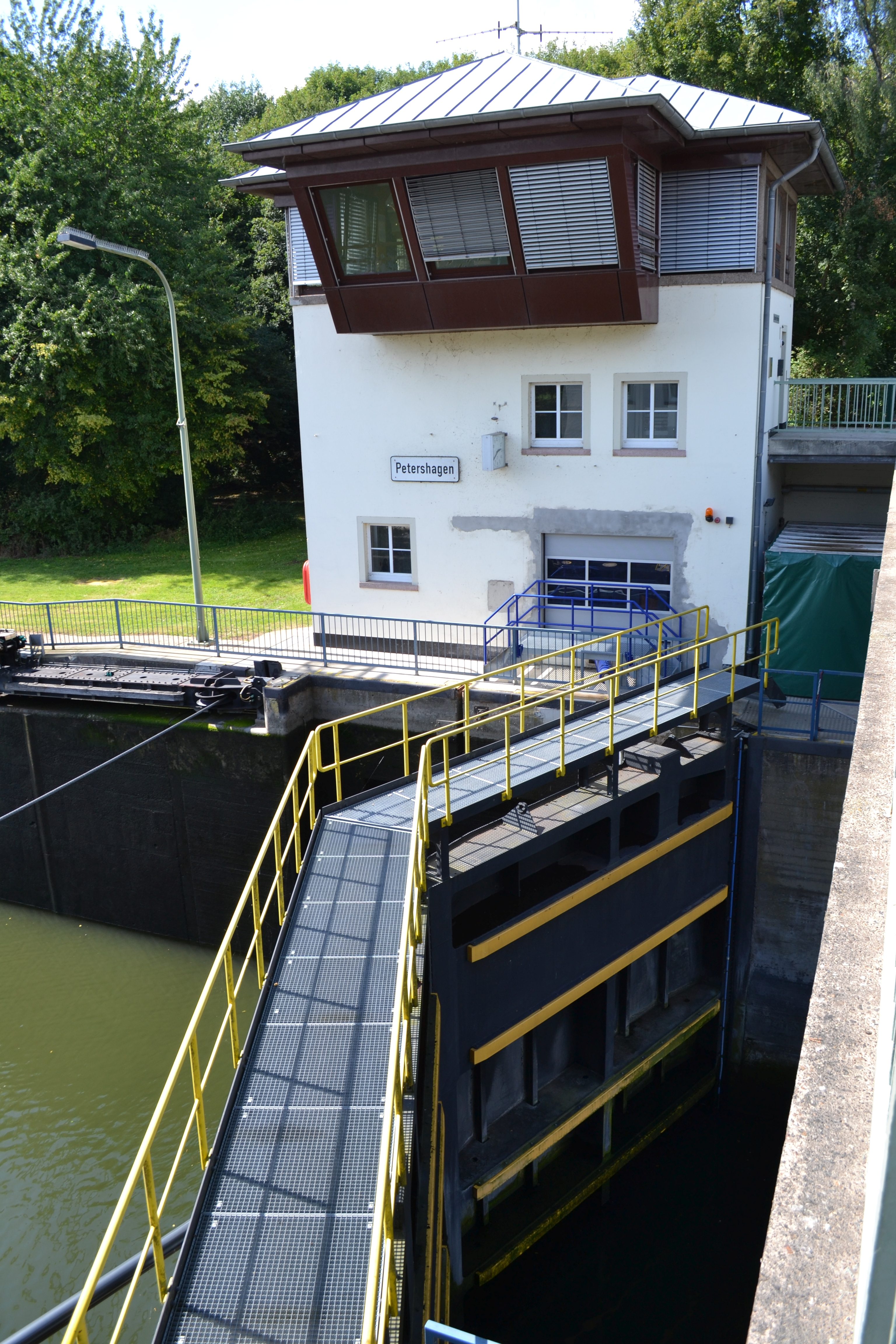
Unterhaupt der Schleuse mit ehemaligem Steuerhaus